# Первомайский (Бондарский район)
Первомайский — посёлок в Бондарском районе Тамбовской области России. Входит в состав Пахотноугловского сельсовета.

## География
Посёлок находится на северо-востоке центральной части Тамбовской области, в лесостепной зоне, в пределах северо-восточной части Тамбовской равнины, на левом берегу реки Хмелины, на расстоянии примерно 20 километров (по прямой) к западу от села Бондари, административного центра района. Абсолютная высота — 138 метров над уровнем моря.

### Климат
Климат умеренно континентальный, относительно сухой, с холодной продолжительной зимой и тёплым летом. Средняя температура воздуха самого холодного месяца (января) — −11,5 — −10,5 °C (абсолютный минимум — −30 °C); самого тёплого месяца (июля) — 19,5 — 20,5 °C (абсолютный максимум — 32 °С). Среднегодовое количество атмосферных осадков составляет около 501 мм, из которых большая часть выпадает в тёплый период. Продолжительность залегания снежного покрова составляет в среднем 135 дней.

### Часовой пояс
Посёлок Первомайский, как и вся Тамбовская область, находится в часовой зоне МСК (московское время). Смещение применяемого времени относительно UTC составляет +3:00.

## Население
| 2002 | 2010 |
| ---- | ---- |
| 299  | ↘243 |

### Половой состав
По данным Всероссийской переписи населения 2010 года в гендерной структуре населения мужчины составляли 46,5 %, женщины — соответственно 53,5 %.

### Национальный состав
Согласно результатам переписи 2002 года, в национальной структуре населения русские составляли 98 % из 299 чел.